# العلاقات الأنغولية الفيجية
العلاقات الأنغولية الفيجية هي العلاقات الثنائية التي تجمع بين أنغولا وفيجي.

## مقارنة بين البلدين
هذه مقارنة عامة ومرجعية للدولتين:
| وجه المقارنة                                              | أنغولا           | فيجي                                                                 |
| --------------------------------------------------------- | ---------------- | -------------------------------------------------------------------- |
| المساحة (كم2)                                             | 1.25 مليون       | 18.27 ألف                                                            |
| عدد السكان (نسمة)                                         | 29.78 مليون      | 915.30 ألف                                                           |
| الكثافة السكانية (ن./كم²)                                 | 23.82            | 50.1                                                                 |
| العاصمة                                                   | لواندا           | سوفا                                                                 |
| اللغة الرسمية                                             | اللغة البرتغالية | لغة إنجليزية، اللغة الفيجية، اللغة الفيجي الهندية، اللغة الهندستانية |
| العملة                                                    | كوانزا أنغولي    | دولار فيجي                                                           |
| الناتج المحلي الإجمالي (بليون دولار)                      | 124.21 مليار     | 5.06 مليار                                                           |
| الناتج المحلي الإجمالي (تعادل القوة الشرائية) بليون دولار | 184.83 مليار     | 8.32 مليار                                                           |
| الناتج المحلي الإجمالي الاسمي للفرد دولار أمريكي          | 4.10 ألف         | 4.96 ألف                                                             |
| الناتج المحلي الإجمالي للفرد دولار أمريكي                 |                  | 8.79 ألف                                                             |
| مؤشر التنمية البشرية                                      | 0.533            | 0.727                                                                |
| رمز المكالمات الدولي                                      | +244             | +679                                                                 |
| رمز الإنترنت                                              | .ao              | .fj                                                                  |
| المنطقة الزمنية                                           | ت ع م+01:00      | ت ع م+12:00                                                          |

## منظمات دولية مشتركة
يشترك البلدان في عضوية مجموعة من المنظمات الدولية، منها:
| علم المنظمة | اسم المنظمة                                 | تاريخ انضمام أنغولا | تاريخ انضمام فيجي |
| ----------- | ------------------------------------------- | ------------------- | ----------------- |
|             | منظمة الشرطة الجنائية الدولية               | ?                   | ?                 |
|             | منظمة التجارة العالمية                      | ?                   | ?                 |
|             | منظمة حظر الأسلحة الكيميائية                | ?                   | ?                 |
|             | مؤسسة التمويل الدولية                       | 19 سبتمبر 1989      | 12 يوليو 1979     |
|             | يونسكو                                      | 11 مارس 1977        | 14 يوليو 1983     |
|             | البنك الدولي للإنشاء والتعمير               | 19 سبتمبر 1989      | 28 مايو 1971      |
|             | مجموعة دول أفريقيا والكاريبي والمحيط الهادئ | ?                   | ?                 |
|             | الأمم المتحدة                               | 1 ديسمبر 1976       | 13 أكتوبر 1970    |
|             | مؤسسة التنمية الدولية                       | 19 سبتمبر 1989      | 29 سبتمبر 1972    |
|             | وكالة ضمان الاستثمار متعدد الأطراف          | 19 سبتمبر 1989      | 24 سبتمبر 1990    |
|             | الاتحاد الدولي للاتصالات                    | 13 أكتوبر 1976      | 5 مايو 1971       |
|             | الاتحاد البريدي العالمي                     | ?                   | ?                 |

## وصلات خارجية
- موقع وزارة الخارجية الأنغولية
- موقع وزارة الخارجية الفيجية